# Grzegorz Ziembicki
Grzegorz Ziembicki (ur. 1806 w Samborze, zm. 4 lutego 1892 we Lwowie) – doktor medycyny ze Lwowa, poseł do Sejmu Krajowego Galicji I kadencji (1861–1867).
Jako piętnastoletni gimnazjalista uciekł z Przemyśla do Warszawy, zaciągając się do 2 Pułku Strzelców Piechoty. Po interwencji rodziców powrócił do nauki, kończąc gimnazjum i medycynę w Wiedniu. Po wybuchu Powstania Listopadowego wstąpił w szeregi dawnego pułku jako lekarz, przemierzając z nim szlak bojowy. W 1848 zorganizował w Przemyślu Gwardię Narodową. W 1855 osiedlił się we Lwowie. W uznaniu zasług ozostał wybrany do Sejmu Krajowego Galicji (z III kurii). Pełnił także funkcję radnego w Radzie Miejskiej Lwowa. Zyskał uznanie jako lekarz. Jego grób znajduje się na Cmentarzu Łyczakowskim we Lwowie.
Lekarzem był także jego syn Grzegorz jr., chirurg, zm. w 1915.